# Schweizer Leichtathletik-Meisterschaften 2021
Die Schweizer Leichtathletik-Meisterschaften 2021 (auch: SM Aktive, SM Elite oder LA Schweizermeisterschaften) (französisch Championnats suisses elites d’athlétisme 2021; italienisch Campionati Svizzeri Attivi 2021) fanden vom 25. bis 27. Juni 2021 im  Stadion „Hard“ von Langenthal im Kanton Bern statt. Es waren offene Meisterschaften.

## Ergebnisse
Die Ergebnisse sind die der ausgetragenen Wettkämpfe bei der SM der Aktiven in Langenthal. Ausgelagerte Disziplinen sind nicht berücksichtigt.
Änderungen: Im Unterschied zu vorherigen Schweizer Meisterschaften der Aktiven war es eine dreitägige Veranstaltung mit nun Sieben- und Zehnkampf im Programm. Auch wurden in der Rangliste die Gastsportler und -sportlerinnen nicht mehr entsprechend ihrer Ergebnisse platziert (und wenn unter den ersten Drei mit dem Hinweis auf die fehlende Medaillenberechtigung), sondern explizit als „aW“ (außer Wertung) am Ende der Liste aufgeführt.

### Frauen

#### 100 m
| Platz | Athletin           | Verein                      | Zeit (s) |
| ----- | ------------------ | --------------------------- | -------- |
| 1     | Mujinga Kambundji  | STB Leichtathletik          | 11,05 SL |
| 2     | Ajla Del Ponte     | US Ascona atletica          | 11,07 PB |
| 3     | Salomé Kora        | LC Brühl Leichtathletik     | 11,33    |
| 4     | Riccarda Dietsche  | Athleticteam KTV Altstätten | 11,45    |
| 5     | Melissa Gutschmidt | Lausanne-Sports Athlétisme  | 11,57    |
| 6     | Cynthia Reinle     | TV Unterseen                | 11,64    |

Finale: 25. Juni, 19:40 Uhr
Wind: +0,5 m/s

#### 200 m
| Platz | Athletin          | Verein                     | Zeit (s) |
| ----- | ----------------- | -------------------------- | -------- |
| 1     | Cornelia Halbheer | LV Winterthur              | 23,38 SB |
| 2     | Léonie Pointet    | CA Riviera                 | 23,84    |
| 3     | Samantha Dagry    | Lausanne-Sports Athlétisme | 23,94    |
| 4     | Cynthia Reinle    | TV Unterseen               | 24,07    |
| 5     | Sarah Atcho       | Lausanne-Sports Athlétisme | 24,12    |
| 6     | Anja Ming         | TV Inwil                   | 24,42    |

Finale: 26. Juni, 17:05 Uhr
Wind: 0,0 m/s

#### 400 m
| Platz | Athletin           | Verein                     | Zeit (s) |
| ----- | ------------------ | -------------------------- | -------- |
| 1     | Sarah King         | LV Langenthal              | 52,99 PB |
| 2     | Silke Lemmens      | Leichtathletik Club Zürich | 53,03    |
| 3     | Rachel Pellaud     | FSG Bassecourt             | 53,45    |
| 4     | Lena Wernli        | Leichtathletik Club Zürich | 54,80 SB |
| 5     | Julia Niederberger | LA Nidwalden               | 55,16    |
| 6     | Giulia Senn        | Leichtathletik Club Zürich | 55,25    |

Finale: 27. Juni, 15:20 Uhr

#### 800 m
| Platz | Athletin            | Verein              | Zeit (min) |
| ----- | ------------------- | ------------------- | ---------- |
| 1     | Lore Hoffmann       | ATHLE.ch            | 2:01,65    |
| 2     | Audrey Werro        | CA Belfaux          | 2:02,88    |
| 3     | Valentina Rosamilia | BTV Aarau Athletics | 2:02,92    |
| 4     | Delia Sclabas       | Gerbersport         | 2:02,93    |
| 5     | Simone Lalor        | LAS Old Boys Basel  | 2:08,08    |
| 6     | Annina Mösching     | LV Wettingen-Baden  | 2:09,06 PB |
| 7     | Lea Ammann          | TV Thalwil          | 2:09,10    |
| 8     | Sina Sprecher       | TV Länggasse Bern   | 2:09,90    |

Finale: 26. Juni, 16:40 Uhr

#### 1500 m
| Platz | Athletin                | Verein                     | Zeit (min) |
| ----- | ----------------------- | -------------------------- | ---------- |
| 1     | Joceline Wind           | Biel/Bienne Athletics      | 4:21,46 PB |
| 2     | Lilly Nägeli            | LC Uster                   | 4:22,45 PB |
| 3     | Sibylle Häring          | LV FrenkeFortuna           | 4:23,67 PB |
| 4     | Sophie Baumann          | STB Leichtathletik         | 4:27,62 PB |
| 5     | Sabine Bonvin           | ATHLE.ch                   | 4:27,69 PB |
| 6     | Lea Laib                | LC Regensdorf              | 4:28,44 PB |
| 7     | Fiona von Flüe          | TV Cham 1884               | 4:28,77    |
| 8     | Joëlle Pauli            | LV Winterthur              | 4:30,43    |
| 9     | Laura Giudice           | Gerbersport                | 4:33,64    |
| 10    | Agnès McTighe           | CHP Genève                 | 4:34,35    |
| 11    | Anna Peter              | LV Winterthur              | 4:40,90    |
| –     | Camille Eugenie Chenaux | Lausanne-Sports Athlétisme | DNF        |

Finale: 27. Juni, 14:55 Uhr

#### 5000 m
| Platz | Athletin                | Verein                  | Zeit (min)  |
| ----- | ----------------------- | ----------------------- | ----------- |
| 1     | Nicole Egger            | LV Langenthal           | 16:23,56 SB |
| 2     | Alina Sönning           | LV Albis                | 16:29,73 PB |
| 3     | Camille Eugenie Chenaux | LV Langenthal           | 16:31,69    |
| 4     | Jeanne Reix-Charat      | Stade Genève            | 16:52,94 PB |
| 5     | Selina Ummel            | BTV Aarau Athletics     | 16:57,18 PB |
| 6     | Céline Aebi             | LV Langenthal           | 17:02,25 PB |
| 7     | Lisa de Bruyn           | Athlétisme Viseu-Genève | 17:09,20 PB |
| 8     | Romane Wolhauser        | Athlétisme Viseu-Genève | 17:11,73 PB |
| 9     | Fiona Héritier          | CA Broyard              | 17:13,30 PB |
| 10    | Fabienne Vonlanthen     | LC Schaffhausen         | 17:16,48    |
| 11    | Rea Iseli               | STB Leichtathletik      | 17:21,72    |
| 12    | Seraina Ummel           | BTV Aarau Athletics     | 17:36,91 PB |
| 13    | Olivia Keiser           | LK Zug                  | 17:48,09    |
| 14    | Kaya Iseli Rawa         | Gerbersport             | 8:10,61 PB  |
| 15    | Daniela Aeschbacher     | TV Länggasse Bern       | 18:19,03    |
| aW    | Aude Salord             | LC Uster                | 17:39,07    |
| –     | Michèle Gantner         | LC Vaduz                | DQ          |
| –     | Rahel Blättler          | LA Nidwalden            | DNF         |

Finale: 25. Juni, 20:15 Uhr

#### 100 m Hürden (84,0 cm)
| Platz | Athletin             | Verein                     | Zeit (s) |
| ----- | -------------------- | -------------------------- | -------- |
| 1     | Ditaji Kambundji     | STB Leichtathletik         | 13,03    |
| 2     | Noemi Zbären         | SK Langnau                 | 13,04    |
| 3     | Selina von Jackowski | LAS Old Boys Basel         | 13,29 SB |
| 4     | Kim Flattich         | Leichtathletik Club Zürich | 13,61    |
| 5     | Larissa Bertényi     | LC Brühl Leichtathletik    | 13,69    |
| 6     | Daniela Kyburz       | LAC TV Unterstrass Zürich  | 13,86 SB |

Finale: 27. Juni, 16:00 Uhr
Wind: +1,1 m/s

#### 400 m Hürden (76,2 cm)
| Platz | Athletin     | Verein                     | Zeit (s) |
| ----- | ------------ | -------------------------- | -------- |
| 1     | Lea Sprunger | COVA Nyon                  | 55,16 SL |
| 2     | Giger Yasmin | Leichtathletik Club Zürich | 56,87    |
| 3     | Annina Fahr  | LAC TV Unterstrass Zürich  | 57,38 PB |
| 4     | Alizée Rusca | SA Bulle                   | 59,50    |
| 5     | Karin Disch  | LC Regensdorf              | 58,94 PB |
| 6     | Debby Schenk | LC Frauenfeld              | 60,43    |

Finale: 26. Juni, 16:20 Uhr

#### Hochsprung
| Platz | Athletin          | Verein                     | Höhe (m) |
| ----- | ----------------- | -------------------------- | -------- |
| 1     | Salome Lang       | LAS Old Boys Basel         | 1,97     |
| 2     | Marithé Engondo   | Lausanne-Sports Athlétisme | 1,85 =PB |
| 3     | Livia Odermatt    | LC Luzern                  | 1,76 =SB |
| 4     | Deborah Vomsattel | GG Bern                    | 1,70     |
| 5     | Lisa Schueler     | STB Leichtathletik         | 1,70     |
| 6     | Stella Kapp       | LGKE Küsnacht-Erlenbach    | 1,70     |
| 7     | Hannah Dulex      | CA Riviera                 | 1,65     |
| 7     | Anja Ming         | TV Inwil                   | 1,65 =SB |
| 9     | Nina Gredig       | BTV Chur Leichtathletik    | 1,65     |
| 10    | Janine von Arx    | TV Herzogenbuchsee         | 1,60     |

Finale: 27. Juni, 14:20 Uhr

#### Stabhochsprung
| Platz | Athletin         | Verein                     | Höhe (m) |
| ----- | ---------------- | -------------------------- | -------- |
| 1     | Angelica Moser   | Leichtathletik Club Zürich | 4,55     |
| 2     | Andrina Hodel    | LC Frauenfeld              | 4,35     |
| 3     | Pascale Stöcklin | LAS Old Boys Basel         | 4,35     |
| 4     | Fanny Leimgruber | CA Belfaux                 | 3,95 SB  |
| 5     | Sina Ettlin      | LV Fricktal                | 3,80     |
| 6     | Lisa De Marco    | AJ TV Landquart            | 3,80     |
| 7     | Romy Burkhard    | LV Fricktal                | 3,80     |
| 8     | Melanie Fasel    | STB Leichtathletik         | 3,65     |
| 9     | Ronja Wengi      | LK Zug                     | 3,65     |
| 10    | Viviana Rogai    | STB Leichtathletik         | 3,50     |
| 11    | Alexandra Stucki | Hochwacht Zug              | 3,50     |
| aW    | Lene Retzius     | LAS Old Boys Basel         | 4,45 PB  |
| aW    | Lara Buekens     | TV Thalwil                 | 3,65     |
| –     | Lea Bachmann     | LAS Old Boys Basel         | ogV      |

Finale: 26. Juni, 15:00 Uhr

#### Weitsprung
| Platz | Athletin          | Verein                     | Weite (m) |
| ----- | ----------------- | -------------------------- | --------- |
| 1     | Daniela Schlatter | TV Länggasse Bern          | 6,37      |
| 2     | Gaëlle Maonzambi  | GG Bern                    | 6,27 SB   |
| 3     | Emma Piffaretti   | US Ascona atletica         | 6,13 SB   |
| 4     | Alessia Danelli   | Leichtathletik Club Zürich | 6,01      |
| 5     | Anna Rotter       | TV Länggasse Bern          | 5,99      |
| 6     | Bianca Hercigonja | LV Winterthur              | 5,61      |
| 7     | Ronja Wengi       | LK Zug                     | 5,52      |
| 8     | Selina Furler     | SATUS Gränichen            | 5,52      |
| 9     | Michèle Garlinski | FSG Bernex-Confignon       | 5,37      |
| 10    | Fatim Affessi     | CA Genève                  | 5,06      |

Finale: 27. Juni, 14:40 Uhr

#### Dreisprung
| Platz | Athletin         | Verein                     | Weite (m) |
| ----- | ---------------- | -------------------------- | --------- |
| 1     | Alina Tobler     | LC Brühl Leichtathletik    | 12,85     |
| 2     | Marlen Schmid    | TV Länggasse Bern          | 12,26 SB  |
| 3     | Serena Raffi     | TV Wohlen AG               | 12,12     |
| 4     | Barbara Leuthard | Leichtathletik Club Zürich | 12,07     |
| 5     | Nicole Höhener   | TV Teufen                  | 11,91 PB  |
| 6     | Michelle Hofer   | TV Herzogenbuchsee         | 11,87 SB  |
| 7     | Shelby Odier     | Stade Genève               | 11,69     |
| 8     | Patricia Sieber  | LC Brühl Leichtathletik    | 11,63 SB  |

Finale: 25. Juni, 16:10 Uhr
Insgesamt waren 17 Springerinnen am Start.

#### Kugelstoßen (4,00 kg)
| Platz | Athletin         | Verein                                 | Weite (m) |
| ----- | ---------------- | -------------------------------------- | --------- |
| 1     | Miryam Mazenauer | TV Teufen                              | 15,34     |
| 2     | Julia Hammesfahr | TV Wohlen AG                           | 13,75     |
| 3     | Giada Battaini   | USC Capriaschese-Atletica              | 12,95 PB  |
| 4     | Ladina Kobler    | NET Sport Club Leichtathletik Amriswil | 12,44 PB  |
| 5     | Melani Müller    | LC Schaffhausen                        | 12,23     |
| 6     | Chantal Winz     | TV Herzogenbuchsee                     | 12,20     |
| 7     | Aline Kämpf      | TV Riehen                              | 11,90     |
| 8     | Selina Isler     | LV Winterthur                          | 11,77     |
| 9     | Anja Stutz       | LV Winterthur                          | 11,63     |
| 10    | Sarah Schmid     | Leichtathletik Club Zürich             | 11,59     |
| 11    | Kim Widmer       | LAC TV Unterstrass Zürich              | 11,57     |
| aW    | Pia Strauss      | LAS Old Boys Basel                     | ogV       |

Finale: 27. Juni, 14:50 Uhr

#### Diskuswurf (1,0 kg)
| Platz | Athletin             | Verein                     | Weite (m) |
| ----- | -------------------- | -------------------------- | --------- |
| 1     | Chantal Tanner       | Leichtathletik Club Zürich | 50,44 SL  |
| 2     | Baumann Chiara       | Leichtathletik Club Zürich | 48,04     |
| 3     | Jule Insinna         | LC Schaan                  | 44,93 PB  |
| 4     | Céline Müller        | STB Leichtathletik         | 44,66     |
| 5     | Elana Bigler         | Fémina Vicques             | 44,09 SB  |
| 6     | Anina Rohner         | TV Wohlen AG               | 42,92 SB  |
| 7     | Naina Kreyss         | LAR Satus Oberentfelden    | 42,23     |
| 8     | Coline Cottier       | FSG Bernex-Confignon       | 41,60 PB  |
| 9     | Anja Stutz           | LV Winterthur              | 40,76 SB  |
| aW    | Pia Strauss          | LAS Old Boys Basel         | 39,74     |
| 10    | Chantal Winz         | TV Herzogenbuchsee         | 39,45     |
| 11    | Gillian Ferrari      | GAB Bellinzona             | 39,25     |
| 12    | Glenn Alima Cheyenne | Leichtathletik Club Zürich | 39,17     |

Finale: 27. Juni, 12:40 Uhr
Insgesamt waren 19 Werferinnen am Start.

#### Hammerwurf (4,0 kg)
| Platz | Athletin           | Verein                     | Weite (m) |
| ----- | ------------------ | -------------------------- | --------- |
| 1     | Nicole Zihlmann    | LC Luzern                  | 65,04     |
| 2     | Lydia Wehrli       | GG Bern                    | 58,79 SB  |
| 3     | Laura Gautschi     | LC Brühl Leichtathletik    | 48,11 SB  |
| 4     | Iris Nowack        | TV Thalwil                 | 47,76 PB  |
| 5     | Rahel Wollschlegel | TV Wohlen AG               | 47,12 PB  |
| 6     | Jasmin Schorno     | LC Luzern                  | 43,77 PB  |
| 7     | Kathrin Budmiger   | TV Sarnen LA               | 43,12     |
| 8     | Maren Husmann      | LGKE Küsnacht-Erlenbach    | 42,86 SB  |
| 9     | Nina Oertle        | LC Brühl Leichtathletik    | 41,91     |
| 10    | Xenia Nonini       | LC Frauenfeld              | 40,86     |
| 11    | Cornelia Hodel     | TV Olten                   | 37,16     |
| 12    | Selina Isler       | LV Winterthur              | 35,58     |
| –     | Angela Peter       | Leichtathletik Club Zürich | ogV       |

Finale: 26. Juni, 12:30 Uhr

#### Speerwurf (600 gr)
| Platz | Athletin         | Verein              | Weite (m) |
| ----- | ---------------- | ------------------- | --------- |
| 1     | Lena Meyer       | STB Leichtathletik  | 46,45     |
| 2     | Gianna Bochsler  | LAR Bischofszell    | 44,63 PB  |
| 3     | Christa Wittwer  | GG Bern             | 44,48 SB  |
| aW    | Jennifer Buckel  | BTV Aarau Athletics | 42,40     |
| 4     | Shawna Küffer    | LV Thun             | 41,02 SB  |
| 5     | Melanie Richard  | STB Leichtathletik  | 40,99     |
| 6     | Nadine Heer      | LV Winterthur       | 39,55 SB  |
| 7     | Tatjana Sauter   | LAR Bischofszell    | 39,40     |
| 8     | Karin Olafsson   | TV Riehen           | 38,92     |
| 9     | Silvana Käser    | LV Langenthal       | 38,88     |
| 10    | Micaela Nardelli | BTV Aarau Athletics | 38,42     |
| 11    | Joanne Hartmeier | VIRTUS Locarno      | 38,34 SB  |
| 12    | Sophie Bütikofer | STB Leichtathletik  | 37,29     |
| 13    | Aline Kämpf      | TV Riehen           | 36,31     |

Finale: 25. Juni, 18:35 Uhr

#### Siebenkampf
| Platz | Athletin            | Verein                  | Punkte   |
| ----- | ------------------- | ----------------------- | -------- |
| 1     | Caroline Agnou      | SATUS Biel-Stadt        | 6.041 SL |
| 2     | Sandra Röthlin      | LA Nidwalden            | 5.641    |
| 3     | Carla Wild          | STB Leichtathletik      | 5.286 PB |
| 4     | Elena Debelic       | LAS Old Boys Basel      | 5.238 PB |
| 5     | Céline Berger       | LZ Thierstein           | 5.064 PB |
| 6     | Marina Müller       | LGKE Küsnacht-Erlenbach | 5.060 PB |
| 7     | Michelle Baumer     | LC Schaffhausen         | 5.033    |
| 8     | Muriel Fabich       | LC Therwil              | 4.968 PB |
| 9     | Marina Zanoni       | LC Therwil              | 4.946 PB |
| –     | Géraldine Ruckstuhl | STV Altbüron            | DNF      |
| –     | Lena Wunderlin      | LV Fricktal             | DNF      |
| –     | Fiona Ribeaud       | FSG Alle                | DNF      |

Finale: 26./27. Juni

### Männer

#### 100 m
| Platz | Athlet           | Verein                     | Zeit (s) |
| ----- | ---------------- | -------------------------- | -------- |
| 1     | Silvan Wicki     | BTV Aarau Athletics        | 10,22 SL |
| 2     | Alex Wilson      | LAS Old Boys Basel         | 10,39 SB |
| 3     | Pascal Mancini   | FSG Estavayer              | 10,47    |
| 4     | Bradley Lestrade | Lausanne-Sports Athlétisme | 10,48 PB |
| 5     | Daniel Löhrer    | STV Oberriet-Eichenwies    | 10,61 PB |
| –     | Sylvain Chuard   | FSG Bassecourt             | DNS      |

Finale: 25. Juni, 19:30 Uhr
Wind: +0,8 m/s

#### 200 m
| Platz | Athlet         | Verein                     | Zeit (s) |
| ----- | -------------- | -------------------------- | -------- |
| 1     | Alex Wilson    | LAS Old Boys Basel         | 20,84    |
| 2     | Daniel Löhrer  | STV Oberriet-Eichenwies    | 21,02 PB |
| 3     | Simon Graf     | Leichtathletik Club Zürich | 21,34 PB |
| 4     | Jarod Maury    | CA Sierre DSG              | 21,63    |
| 5     | David Naki     | TSV Düdingen               | 21,68    |
| 6     | Alan Pichonnaz | Lausanne-Sports Athlétisme | 21,91    |

Finale: 26. Juni, 17:15 Uhr
Wind: −0,1 m/s

#### 400 m
| Platz | Athlet            | Verein                     | Zeit (s) |
| ----- | ----------------- | -------------------------- | -------- |
| 1     | Ricky Petrucciani | Leichtathletik Club Zürich | 45,69 SL |
| 2     | Charles Devantay  | SA Bulle                   | 46,26 SB |
| 3     | Nathan Gyger      | FSG Alle                   | 46,56 PB |
| 4     | Lionel Spitz      | Adliswil Track Team        | 46,65    |
| 5     | Luca Flück        | TV Länggasse Bern          | 48,28    |
| 6     | Joël Flury        | BTV Aarau Athletics        | 49,74    |

Finale: 27. Juni, 15:30 Uhr

#### 800 m
| Platz | Athlet            | Verein                     | Zeit (min) |
| ----- | ----------------- | -------------------------- | ---------- |
| 1     | Robin Oester      | LV Thun                    | 1:52,01    |
| 2     | Joaquim Jaeger    | Stade Genève               | 1:52,55    |
| 3     | Lukas Kauflin     | TV Zofingen LA             | 1:52,57    |
| 4     | Guillaume Laurent | ATHLE.ch                   | 1:52,76    |
| 5     | Diego Menzi       | KTV Bütschwil              | 1:53,20    |
| 6     | Ramon Wipfli      | STB Leichtathletik         | 1:53,45    |
| 7     | Marc Bill         | STB Leichtathletik         | 1:53,47    |
| 8     | Ivan Pelizza      | Leichtathletik Club Zürich | 1:55,35    |

Finale: 27. Juni, 15:10 Uhr

#### 1500 m
| Platz | Athlet               | Verein                     | Zeit (min) |
| ----- | -------------------- | -------------------------- | ---------- |
| 1     | Tom Elmer            | Leichtathletik Club Zürich | 3:42,22    |
| 2     | Augusten Stalhandske | Stade Genève               | 3:43,51    |
| 3     | Franco Noti          | STB Leichtathletik         | 3:43,91 PB |
| 4     | Michael Curti        | LC Therwil                 | 3:45,97    |
| aW    | Moritz Ebbeskotte    | Stade Lausanne Athlétisme  | 3:49,41    |
| 5     | Jérémie Fleury       | FSG Courroux               | 3:50,95    |
| 6     | Thomas Wisler        | Stade Genève               | 3:51,84 PB |
| 7     | Loris Pellaz         | LC Regensdorf              | 3:52,56 PB |
| 8     | Timothée Antier      | COVA Nyon                  | 3:53,13 PB |
| aW    | Hendrik Engel        | TV Länggasse Bern          | 3:53,80 SB |
| 9     | Andy Coendet         | Stade Genève               | 3:53,84 PB |
| 10    | Dominik Reich        | LC Regensdorf              | 3:55,36    |

Finale: 26. Juni, 16:50 Uhr

#### 5000 m
| Platz | Athlet                        | Verein                    | Zeit (min)  |
| ----- | ----------------------------- | ------------------------- | ----------- |
| 1     | Jonas Raess                   | LC Regensdorf             | 14:01,62    |
| aW    | Dominic Lokinyomo Lobalu      | LC Brühl Leichtathletik   | 14:01,62    |
| 2     | Luca Noti                     | STB Leichtathletik        | 14:07,75    |
| 3     | Dominik Rolli                 | STB Leichtathletik        | 14:14,84    |
| 4     | Patrik Wägeli                 | LC Frauenfeld             | 14:22,87 PB |
| 5     | Dominik Herren                | STB Leichtathletik        | 14:24.48 PB |
| 6     | Candide Pralong               | CABV Martigny             | 14:30,74    |
| 7     | Roberto Delorenzi             | USC Capriaschese-Atletica | 14:43.87 PB |
| aW    | Dominic Müller (Leichtathlet) | LC Schaffhausen           | 14:45,11    |
| 8     | Ilias Hernandez               | Stade Genève              | 14:46,31    |

Finale: 25. Juni, 19:50 Uhr
Insgesamt waren es 18 Finalteilnehmer.

#### 110 m Hürden (106,7 cm)
| Platz | Athlet          | Verein                     | Zeit (s) |
| ----- | --------------- | -------------------------- | -------- |
| 1     | Jason Joseph    | LC Therwil                 | 13,37    |
| aW    | Wellington Zaza | Lausanne-Sports Athlétisme | 13,67    |
| 2     | Finley Gaio     | SC Liestal                 | 13,72    |
| 3     | Brahian Peña    | GG Bern                    | 13,78    |
| 4     | Mathieu Jaquet  | LC Frauenfeld              | 14,44    |
| –     | Simon Ehammer   | TV Teufen                  | DNF      |

Finale: 27. Juni, 15:50 Uhr
Wind: +2,6 m/s w

#### 400 m Hürden (91,4 cm)
| Platz | Athlet         | Verein                        | Zeit (s) |
| ----- | -------------- | ----------------------------- | -------- |
| 1     | Kariem Hussein | Leichtathletik-Club Dübendorf | 48,84 SL |
| 2     | Julien Bonvin  | CA Sierre DSG                 | 49,88 PB |
| 3     | Dany Brand     | Leichtathletik Club Zürich    | 50,23 SB |
| 4     | Sales Inglin   | Leichtathletik Club Zürich    | 50,24 PB |
| 5     | Mattia Tajana  | GAB Bellinzona                | 51,65    |
| 6     | Nahom Yirga    | Leichtathletik Club Zürich    | 51,69 PB |

Finale: 26. Juni, 16:30 Uhr

#### Hochsprung
| Platz | Athlet            | Verein                     | Höhe (m) |
| ----- | ----------------- | -------------------------- | -------- |
| 1     | Loïc Gasch        | US Yverdon                 | 2,25     |
| 2     | Roman Sieber      | LC Schaffhausen            | 2,06     |
| 3     | Vivien Streit     | US Yverdon                 | 2,00 =SB |
| 4     | Jan Osterwalder   | GG Bern                    | 1,95 =SB |
| 5     | Noam Pritchett    | Leichtathletik Club Zürich | 1,95 SB  |
| 6     | Rémi Bart         | CA Gibloux Farvagny        | 1,95     |
| 7     | Jérôme Hostettler | STB Leichtathletik         | 1,90 SB  |
| 8     | Silvan Ryser      | TV Länggasse Bern          | 1,90     |

Finale: 25. Juni, 18:15 Uhr

#### Stabhochsprung
| Platz | Athlet             | Verein                                 | Höhe (m) |
| ----- | ------------------ | -------------------------------------- | -------- |
| 1     | Dominik Alberto    | Leichtathletik Club Zürich             | 5,62 SL  |
| 2     | Felix Eichenberger | LV Thun                                | 5,25 PB  |
| 3     | Justin Fournier    | CS 13 Etoiles                          | 5,05 PB  |
| 4     | Adrian Kübler      | LV Winterthur                          | 4,95     |
| 5     | Nicolas Pfrommer   | LV Fricktal                            | 4,80     |
| 6     | Valentin Imsand    | CS 13 Etoiles                          | 4,80     |
| 7     | Reto Fahrni        | GG Bern                                | 4,50 =SB |
| 7     | Patrick Schütz     | LV Winterthur                          | 4,50     |
| 9     | David Anderegg     | LV Langenthal                          | 4,50 PB  |
| 9     | Maurin Buschor     | Athleticteam KTV Altstätten            | 4,50     |
| –     | Simon Schenk       | TV Thalwil                             | ogV      |
| –     | Mike Buob          | NET Sport Club Leichtathletik Amriswil | ogV      |

Finale: 25. Juni 16:40 Uhr

#### Weitsprung
| Platz | Athlet              | Verein                      | Weite (m) |
| ----- | ------------------- | --------------------------- | --------- |
| 1     | Benjamin Gföhler    | Leichtathletik Club Zürich  | 7,89      |
| 2     | Simon Ehammer       | TV Teufen                   | 7,84      |
| 3     | Damian Wild         | STB Leichtathletik          | 7,52 PB   |
| 4     | Finley Gaio         | SC Liestal                  | 7,50      |
| 5     | Christopher Ullmann | LAS Old Boys Basel          | 7,37      |
| 6     | Raphael Huber       | STV Willisau                | 7,27 PB   |
| 7     | Fabio Luginbühl     | LV Thun                     | 7,15      |
| 8     | Marco Thürkauf      | TV Riehen                   | 7,06      |
| 9     | Albion Dautaj       | GG Bern                     | 6,74      |
| 10    | Daryl Bachmann      | LAS Old Boys Basel          | 6,54      |
| –     | Sandro Graf         | Athleticteam KTV Altstätten | ogV       |

Finale: 26. Juni, 15:30 Uhr

#### Dreisprung
| Platz | Athlet              | Verein                      | Weite (m) |
| ----- | ------------------- | --------------------------- | --------- |
| 1     | Simon Sieber        | LC Schaffhausen             | 15,24 =SL |
| 2     | Noah Dje            | LC Luzern                   | 14,77 PB  |
| 3     | Roman Sieber        | LC Schaffhausen             | 14,52     |
| 4     | Louis Mallet        | Stade Genève                | 14,50     |
| 5     | Valentin Hofstetter | TV Teufen                   | 14,22 PB  |
| 6     | Gianluca Hidber     | Athleticteam KTV Altstätten | 13,92     |
| 7     | Jan Obrist          | LV Langenthal               | 13,36     |
| aW    | Jan Drabik          | KTV Altendorf               | 13,24     |
| 8     | Leandro Peralta     | LC Luzern                   | 12,91     |

Finale: 27. Juni, 12:50 Uhr

#### Kugelstoßen (7,26 kg)
| Platz | Athlet             | Verein             | Weite (m) |
| ----- | ------------------ | ------------------ | --------- |
| 1     | Stefan Wieland     | STB Leichtathletik | 18,09     |
| 2     | Gregori Ott        | LAS Old Boys Basel | 16,90 =SB |
| 3     | Jephté Vogel       | FSG Alle           | 16,67 PB  |
| 4     | Urs Hutmacher      | LV Winterthur      | 15,27     |
| 5     | Lars Meyer         | STB Leichtathletik | 14,94     |
| 6     | Alexander Wieland  | STB Leichtathletik | 14,56 SB  |
| 7     | Marco Niederhauser | LV Winterthur      | 14,30     |
| 8     | Matthias Knöri     | LV Winterthur      | 13,76 PB  |
| 9     | Ramon Hunger       | STB Leichtathletik | 13,75     |

Finale: 27. Juni, 12:55 Uhr

#### Diskuswurf (2,0 kg)
| Platz | Athlet             | Verein                     | Weite (m) |
| ----- | ------------------ | -------------------------- | --------- |
| 1     | Gregori Ott        | LAS Old Boys Basel         | 54,91 SL  |
| 2     | Alexander Heid     | Leichtathletik Club Zürich | 51,80 PB  |
| 3     | Gian Vetterli      | US Ascona atletica         | 51,31     |
| 4     | Samuel Coppey      | CA Vétroz                  | 45,65     |
| 5     | Tim Fasser         | STV Lachen                 | 45,62 SB  |
| 6     | Matthias Knöri     | LV Winterthur              | 43,63 PB  |
| 7     | Marco Niederhauser | LV Winterthur              | 42,69     |
| aW    | Felix Gran         | LAS Old Boys Basel         | 40,87     |

Finale: 27. Juni, 15:05 Uhr

#### Hammerwurf (7,26 kg)
| Platz | Athlet             | Verein                          | Weite (m) |
| ----- | ------------------ | ------------------------------- | --------- |
| 1     | Lukas Baroke       | BTV Aarau Athletics             | 59,64     |
| 2     | Sanna Balsa        | LC Brühl Leichtathletik         | 55,93     |
| 3     | Lars Wolfisberg    | TV Sarnen LA                    | 53,40 PB  |
| 4     | Raphaël Hostettler | SEP Olympic - La Chaux-de-Fonds | 52,21     |
| 5     | Urs Hutmacher      | LV Winterthur                   | 51,73 PB  |
| 6     | Yann Moulinier     | CEP Cortaillod                  | 51,58 SB  |
| 7     | Alexandre Gurba    | CEP Cortaillod                  | 46,86     |
| aW    | Björn Kötteritzsch | LC Brühl Leichtathletik         | 44,04 SB  |

Finale: 25. Juni, 16:00 Uhr

#### Speerwurf (800 gr)
| Platz | Athlet          | Verein                     | Weite (m) |
| ----- | --------------- | -------------------------- | --------- |
| 1     | Simon Wieland   | STB Leichtathletik         | 77,04 SL  |
| 2     | Bruno Schürch   | TV Fraubrunnen             | 73,73 SB  |
| 3     | Laurent Carron  | CA Vétroz                  | 71,19     |
| 4     | Franck Di Sanza | COVA Nyon                  | 70,37     |
| 5     | Patrick Manser  | LV Winterthur              | 60,76 PB  |
| 6     | Dario Meier     | LV Winterthur              | 58,78     |
| 7     | Joel Hebeisen   | LV Winterthur              | 58,09 PB  |
| 8     | Finn Antelmann  | Leichtathletik Club Zürich | 57,40 PB  |
| 9     | Daniel Hutter   | STV Kriessern              | 55,11     |

Finale: 26. Juni, 16:00 Uhr

#### Zehnkampf
| Platz | Athlet              | Verein                      | Punkte   |
| ----- | ------------------- | --------------------------- | -------- |
| 1     | Matthias Steinmann  | LV FrenkeFortuna            | 7.461 PB |
| 2     | Fabian Amherd       | LC Turicum                  | 7.380 PB |
| 3     | Pascal Magyar       | Leichtathletik Club Zürich  | 7.190 SB |
| 4     | Nik Mathys          | LC Turicum                  | 6.837    |
| 5     | Jodok Buschor       | Athleticteam KTV Altstätten | 6.572 PB |
| 6     | Andrin Schneider    | LAC TV Unterstrass Zürich   | 6.464 PB |
| 7     | Samuel Staub        | STB Leichtathletik          | 6.380    |
| 8     | Michael Zuberbühler | STB Leichtathletik          | 6.069 PB |
| 9     | Simon Döbeli        | LV Fricktal                 | 6.040    |
| –     | Nino Portmann       | LA Nidwalden                | DNF      |
| –     | Raphael Holdener    | LAC TV Unterstrass Zürich   | DNF      |
| –     | Fabian Steffen      | STV Altbüron                | DNF      |

Finale: 26./27. Juni